# Digitale Frequenzmodulation

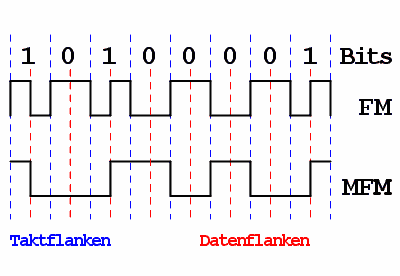
Zeitverlauf einer digitalen Bitdatenfolge codiert als FM und darunter als MFM

Die digitale Frequenzmodulation, abgekürzt FM, auch als Delay-Code und nach John Milton Miller auch als Miller-Code  bezeichnet, ist eine digitale Modulation bzw. Leitungscodierung und liefert im Gegensatz zur Frequenzmodulation kein analoges und kontinuierliches moduliertes Signal, sondern eine zeitdiskrete digitale Bitfolge. Sie wird unter anderem bei magnetischen Datenträgern wie Disketten als Leitungscode für die Datenaufzeichnung verwendet.
In der Fachliteratur ist die Trennung zwischen der Modulation und der Leitungscodierung in diesem Grenzbereich nicht eindeutig und so wird dieses Verfahren sowohl als eine Form der Modulation als auch als eine Art der Leitungscodierung bezeichnet.
Die digitale Frequenzmodulation (FM) ist der Vorläufer der Modified Frequency Modulation (MFM). Im Gegensatz zur MFM weist die FM allerdings im Spektrum höhere Frequenzanteile auf und erfordert damit größere Bandbreiten auf magnetischen Speichermedien. Im Gegensatz zu der ebenfalls verwandten Manchester-Codierung ist das Frequenzspektrum der FM reduziert, es ist aber nicht gleichanteilsfrei. Die für magnetische Aufzeichnung notwendige Gleichanteilsfreiheit des Signals muss daher durch eine zusätzliche Leitungscodierung gewährleistet werden.
Bei der FM erfolgt nach jedem Nutzdatenbit, egal ob logisch-1 oder logisch-0, ein Signalwechsel. Bei einem logisch-1 Bit erfolgt zusätzlich noch ein Signalwechsel in der Bitmitte, wie in nebenstehender Abbildung oben dargestellt. Daher kann diese Codierung auch als eine Frequenzmodulation aufgefasst werden: Den logisch-0 Bits wird eine niedrige Frequenz f0 = 1/T zugewiesen und den logisch-1 Bits wird eine hohe Frequenz f1 = 2/T zugewiesen. T stellt die Periodendauer eines Bits dar. Andere Frequenzzuweisungen sind nicht vorgesehen.